# Moira (Ahaia)
Moira  este un oraș în Grecia în Prefectura Ahaia.